# Beat the Meat
Beat the Meat er den anden demo fra det danske heavy metal-band Volbeat, som blev udgivet i august 2003. De medvirkende var Michael Poulsen (sang og guitar), Teddy Vang (guitar), Anders Kjølholm (bas) og Jon Larsen (trommer). Den blev indspillet  i Hansen Studios i Ribe med Jacob Hansen som producer.
Teddy Vang forladt bandet kort efter indspilningerne af denne demo, og Franz "Hellboss" Gottschalk, der var tidligere medlem i bandet Dominus overtog rollen som guitarist.
Spor 1 og 3-6 blev alle udgivet igen på debutalbummet The Strength / The Sound / The Songs i 2005, og spor 2 blev udgivet i 2007 på Rock The Rebel / Metal The Devil. Titlen på flere af sangene blev dog ændret lidt, og "Another Day" blev til "Another Day, Another Way", "Pool of Booze" blev til "Pool of Booze, Booze, Booza" og "Danny & Lucy" fik tilføjet "(11 pm)" til titlen, mens "Boa" blev ændret til "Boa [JDM]". Kun "Soulweeper" og "Alienized" beholdt de originale titler.

## Modtagelse
Heavymetal.dk skrev i deres anmeldelse, at "Volbeat sparker så meget røv at man får lyst til at danse boogie woogie til den lyse morgen". Nummeret "Soulweeper" blev fremhævet som demo'ens bedste nummer. Da det var en demo fik det ikke en direkte rating, men anmelderen skrev at "havde dette været en fuldlængde så havde min samlede bedømmelse kravlet sig op på et 9 tal [ud af 10]."
I sommeren 2005 var der blevet solgt 1.000 eksemplarer af demoen.

## Spor
1. "Pool Of Booze" - 3:40
2. "Boa" - 3:56
3. "Soulweeper" - 3:42
4. "Another Day" - 3:05
5. "Danny & Lucy" - 2:57
6. "Alienized" - 4:05